# 15147 Siegfried
15147 Siegfried eller 2000 EJ134 är en asteroid i huvudbältet som upptäcktes den 11 mars 2000 av LONEOS vid Anderson Mesa Station. Den är uppkallad efter Ray M. Siegfried.
Asteroiden har en diameter på ungefär 18 kilometer.